# Fritz Brütsch
Fritz Brütsch (* 11. Februar 1915 in Singen (Hohentwiel); † 28. März 1953) war ein Widerstandskämpfer gegen den Nationalsozialismus.
Brütsch leitete die Widerstandsgruppe G, die in Württemberg den Widerstand von Jugendlichen mit verschiedenen Weltanschauungen, die durch ihre Ablehnung des NS-Regimes geeint wurden, organisierte.
Als Sohn zweier aktiver Kommunisten wandte sich auch Fritz Brütsch früh dem Kommunismus zu. Er war aktiv im Arbeitersportverein und Leiter der Jungpioniere in Stuttgart – eines Verbandes für Kommunisten im Alter von 10–14 Jahren.
Brütsch wurde am 17. April 1933 gemeinsam mit seinen Eltern in das KZ auf dem Heuberg eingewiesen. Im Spätsommer 1933 wurden er und seine Mutter entlassen. Der Vater blieb im Lager. Brütsch verlor seine Lehrstelle und er und seine Mutter waren auf die finanzielle Unterstützung von Genossen angewiesen, um ihren Lebensunterhalt zu bestreiten. Als Brütsch seine Lehre zum Feinmechaniker endlich fortsetzen konnte, stand er, als ehemaliger KZ-Häftling, am Arbeitsplatz unter Beobachtung durch einen NS-Obmann. 
Brütsch wurde am 21. Dezember 1934 verhaftet und zu 4 Jahren und 4 Monaten Gefängnis verurteilt. Im Anschluss an die Gefängnisstrafe wurde er bis 1942 in das KZ Welzheim eingewiesen. Anschließend wurde er auf dem Heuberg für die Strafdivision 999 ausgebildet und geriet während des Einsatzes in Afrika in Kriegsgefangenschaft. Nach dem Zusammenbruch des NS-Regimes organisierte Brütsch den ersten Kongress der antifaschistischen Jugend. Auch nach dem Krieg engagierte er sich in der KPD, für die er bei der Bundestagswahl 1949 erfolglos auf der württemberg-badischen Landesliste kandidierte. Eine Krankheit, die ihn während seiner afrikanischen Kriegsgefangenschaft befiel, trug zu seinem frühen Tod bei.